# F358 Triton
 For alternative betydninger, se Triton (flertydig). (Se også artikler, som begynder med Triton)
F358 TRITON er den anden enhed af søværnets inspektionsskibe af Thetis-klassen og opkaldt efter havets budbringer Triton fra den græske mytologi.
Triton er bygget på Svendborg skibsværft i begyndelsen af 1990'erne som nummer to i en serie af fire enheder af THETIS-klassen. HDMS TRITON våbenskjold er udarbejdet af Søværnets heraldiske arbejdsgruppe på foranledning af Søværnskommandoen og godkendt af H.M. Kong Frederik den 9. den 4. april 1962, hvor det var designet til korvetten F347 Triton af Triton-klassen.
HDMS TRITON indgår i Søværnets Division 11 bestående af Inspektionsskibene F357 Thetis, F358 Triton, F359 Vædderen og F360 Hvidbjørnen, der alle sejler i færøske og grønlandske farvande. THETIS-klassen er en Standard Flex 3000 klasse med tre udskiftelige containerstationer. HDMS TRITON har en besætning på 50 mand og har derudover plads til 10 – 16 passagerer. Skibet er 112 m langt, 14 m bredt og har en dybdegang på 6 m. Der er en 76 mm dækskanon, og en Sea Hawk helikopter om bord.
Yderligere information findes under skibsklassen her: THETIS-klassen

## Fakta
- Navngivet af: Daværende statsminister Poul Schlüter
- Kaldesignal: OUEV (oscar-uniform-echo-victor)
- Adoptionsby: Grenaa

## Operativt
Besøgte i marts-april 1992 USA og det tidligere Dansk Vestindien i anledning af 75-året for salget af øerne til USA.
Den 15. juni 1992 deltog Triton i parade i Øresund i anledning af Regentparrets sølvbryllup og i 1995 besøgte Triton New York